# Amazing (chanson d'Aerosmith)
Pour les articles homonymes, voir Amazing.
Singles de Aerosmith
Cryin'
(1993) Shut Up and Dance
(1994)
Clip vidéo
[vidéo] « Amazing », sur YouTube
Amazing est une chanson du groupe de rock américain Aerosmith extraite de leur onzième album studio, Get a Grip, sorti en avril 1993.
En novembre de la même année, la chanson a été publiée en single. C'était le quatrième single tiré de cet album, après Livin' on the Edge, Eat the Rich et Cryin' et avant Shut Up and Dance (sorti seulement au Royaume-Uni) et Crazy.
La chanson a atteint la 24e place aux États-Unis (dans le Hot 100 du magazine américain Billboard dans la semaine du 22 janvier 1994).

## Clip
C'était le deuxième clip de la trilogie avec la participation d'Alicia Silverstone (Cryin', Amazing, Crazy),, réalisée pour Aerosmith par Michael Callner.